# 마붑 알엄
마붑 알엄(벵골어: মাবুব আলহাম, 영어: Mahbub Alam)은 이마붑(Mahbub Lee)으로도 알려진 방글라데시의 배우이자 감독이다. 1999년에 대한민국에 입국하였으며 그 뒤에 이주노동자 권익 향상을 위한 활동에 힘쓰고 있다. 이주민 다룬 10편의 영화에서 주연 및 조연으로 출연하였다.
2011년 4월 대한민국으로 귀화했다.

## 학력
- 톨라람 정부대학

## 출연 작품 영화, 드라마
- 《로니를 찾아서》
- 《반두비》
- 《시티 오브 크레인》
- 《러브인코리아》
- 《검은 갈매기》
- 《통증》
- 《종합병원 2》
- 《선덕여왕》
- 《그댄 나의 뱀파이어》 - 마붑 역
- 《나의 친구, 그의 아내》
- 《사람의 아들》
- 《귀신 보는 형사 처용》 - 뚜라 역
- 《은밀한 유혹》
- 《아수라》 - 방글라데시 노동자 역

## 같이 보기
- 반두비
- 백진희
- 신동일 (영화 감독)